# كيفن بيرد
كيفن بيرد (بالإنجليزية: Kevin Bird)‏ (7 أغسطس 1952 بدونكاستر في المملكة المتحدة - 15 فبراير 2023) هو لاعب كرة قدم بريطاني في مركز الدفاع. لعب مع هدرسفيلد تاون ونادي مانسفيلد تاون.

## وصلات خارجية
- كيفن بيرد على موقع قاعدة بيانات كرة القدم.إي يو (الإنجليزية)